# Rhapsody in Blue
Rhapsody in Blue és una composició musical creada per George Gershwin per a piano sol i banda de jazz, escrita el 1924 i en la que es combinen elements de música clàssica amb efectes d'influència jazzística. S'estrenà el 12 de febrer de 1924 a l'Aeolian Hall de Nova York, en un concert titulat "Un experiment en música moderna", An Experiment in Modern Music, dirigit per Paul Whiteman i la seva banda, amb el mateix Gershwin al piano.
En aquesta obra, originalment escrita per a dos pianos, el compositor volia mostrar una espècie de calidoscopi musical de la Nord Amèrica d'aquella època, del blues, del bullici metropolità i l'ànim nacional.
En aquesta rapsòdia la paraula "blue" es refereix tant a l'estil musical blues (com a cançó d'aquest típic gènere musical americà) com a l'estat d'ànim blue que significa en anglès "trist, malenconiós". La versió per a piano i orquestra simfònica que va ser arreglada per Ferde Grofé el 1946, s'ha convertit en una de les obres més populars de la música clàssica americana.

## Història
El famós director Paul Whiteman va escoltar a George Gershwin i el va convidar a compondre una peça simfònica de jazz, per tocar-la junt amb altres estrenes de compositors moderns en un concert que donaria pròximament amb la seva orquestra. A George se li va oblidar per complet l'encàrrec, fins que un matí va aparèixer en un anunci del diari la notícia d'un concert de jazz a càrrec de Paul Whiteman i la seva orquestra, destacant que l'obra central del programa seria una composició simfònica escrita per George Gershwin, que ho va saber quan llegia aquell matí les notícies. No podent eludir el compromís, George va crear en tres setmanes el seu Rhapsody in Blue empès per aquest gran mestre que sabia el que tenia entre mans; ambdós estaven contribuint a l'èxit definitiu del jazz. La inspiració per escriure ràpidament aquesta obra va ser durant un viatge de tren a Boston, escoltant els sons i ritmes que produïa el tren.
Aquesta rapsòdia, que va ser orquestrada per Ferde Grofe, l'arranjador de Whiteman, es va estrenar el 12 de febrer de 1924, assenyalant un moment importantíssim en la història dels Estats Units d'Amèrica, el del naixement de la seva pròpia música simfònica, creada amb elements autòctons, com els blues, els espirituals negres i el jazz, que George Gershwin va traduir en ritmes i notes que els mateixos són, però amb una altra roba, "d'etiqueta", per dir-ho així.
Paul Whiteman va acabar l'execució al mig de febrils aclamacions i aplaudiments; els cronistes van acceptar el veredicte del públic i els seus comentaris van aparèixer plens de lloances per al jove compositor de 25 anys. L'èxit de Rhapsody in Blue, mal traduït per "Rapsòdia en blau", ja que no es refereix al color sinó a un gènere musical derivat del jazz, va ser fulminant i aviat es va interpretar a Amèrica i Europa, constituint-se en pàgina indispensable en el repertori de les orquestres més famoses simfòniques. Aquesta obra va influir notablement en compositors europeus i nord-americans, que van començar a utilitzar a les seves obres melodies i patrons rítmics del jazz, que per fi s'havia tornat "respectable".
L'èxit no va fer oblidar les nombroses llacunes tècniques de Gershwin, per la qual cosa va prosseguir els seus estudis musicals amb la intenció d'enriquir el seu estil i abordar metes més ambicioses. Més endavant, va fer la seva pròpia orquestració de Rhapsody in Blue i va compondre els seus Preludis per a Piano.
Disney va fer una peça extraordinària d'animació inspirada en aquesta obra i la va incloure en el film Fantasia 2000.

## Estil
Gershwin va aconseguir unir en aquesta peça tres elements fonamentals de la música del seu país: la tradició popular pianística, el tractament harmònic de la música del teatre de varietats i tota l'atmosfera del blues afroamericà. Freqüentment se sol classificar Gershwin de forma simplista com un simfonista del jazz. El cert és que Gershwin va arrelar la seva música en la tradició del seu país i aprofità la riquesa rítmica, harmònica i melòdica que va tenir al seu voltant en funció d'una major i més moderna expressivitat simfònica. L'obra no està concebuda com un concert per a piano i orquestra, perquè la funció del piano, encara que de clar caràcter solista, no segueix la línia concertant clàssica, ja que Gershwin el situa unes vegades com solista i d'altres com a acompanyant.

## Moviments
La composició consta de 3 parts, la primera i la tercera ràpides i la segona lenta:
Un clarinet, fent un trino seguit d'una escala ascendent fent glisando, donen pas al primer tema, el qual repeteix una trompeta amb sordina i després tota l'orquestra. El piano és l'encarregat d'introduir el segon tema, tot i que el clarinet s'encarregarà de retornar al tema inicial, i després l'orquestra continua amb el segon tema.
Uns acords ascendents del piano donen pas al segon moviment. És el passatge més famós, l'orquestra repeteix la melodia dibuixada pel piano.
Canvia el tempo i es dona pas a l'últim moviment. Es va repetint la melodia, cada vegada més ràpid, i es tornen a sentir les dues melodies inicials, que porten a l'acord final.